# Mohamed Kacemi
Mohamed Kacemi (arab. ‏محمد قاسمي‎; ur. 22 grudnia 1948 w Oum Drou) – algierski lekkoatleta, olimpijczyk.

## Kariera
Wystąpił na Letnich Igrzyskach Olimpijskich 1972 w biegu na 1500 m. Z wynikiem 3:45,2 zajął 8. miejsce w swoim wyścigu eliminacyjnym, odpadając tym samym z zawodów (był to 44. rezultat wśród 66 zawodników, ex aequo z Vitusem Ashabą).
Kacemi jest przynajmniej dwukrotnym medalistą mistrzostw Maghrebu. W 1973 roku zdobył srebro w biegu na 5000 m (14:40,4), zaś w 1971 roku osiągnął brąz na dystansie 1500 m (3:47,9). Co najmniej trzy razy został mistrzem kraju. W 1971 roku wygrał na dystansie 1500 m i dwukrotnie zwyciężył w biegach przełajowych na długim dystansie (1971, 1974).
Rekordy życiowe: bieg na 1500 m – 3:43,6 (1974), bieg na 5000 m – 13:41,6 (1974). Był czterokrotnym rekordzistą Algierii w biegach na 2000 m, 3000 m i 5000 m.